# Cueilleuse à bleuets
 (mars 2023).
Si vous disposez d'ouvrages ou d'articles de référence ou si vous connaissez des sites web de qualité traitant du thème abordé ici, merci de compléter l'article en donnant les références utiles à sa vérifiabilité et en les liant à la section « Notes et références ».

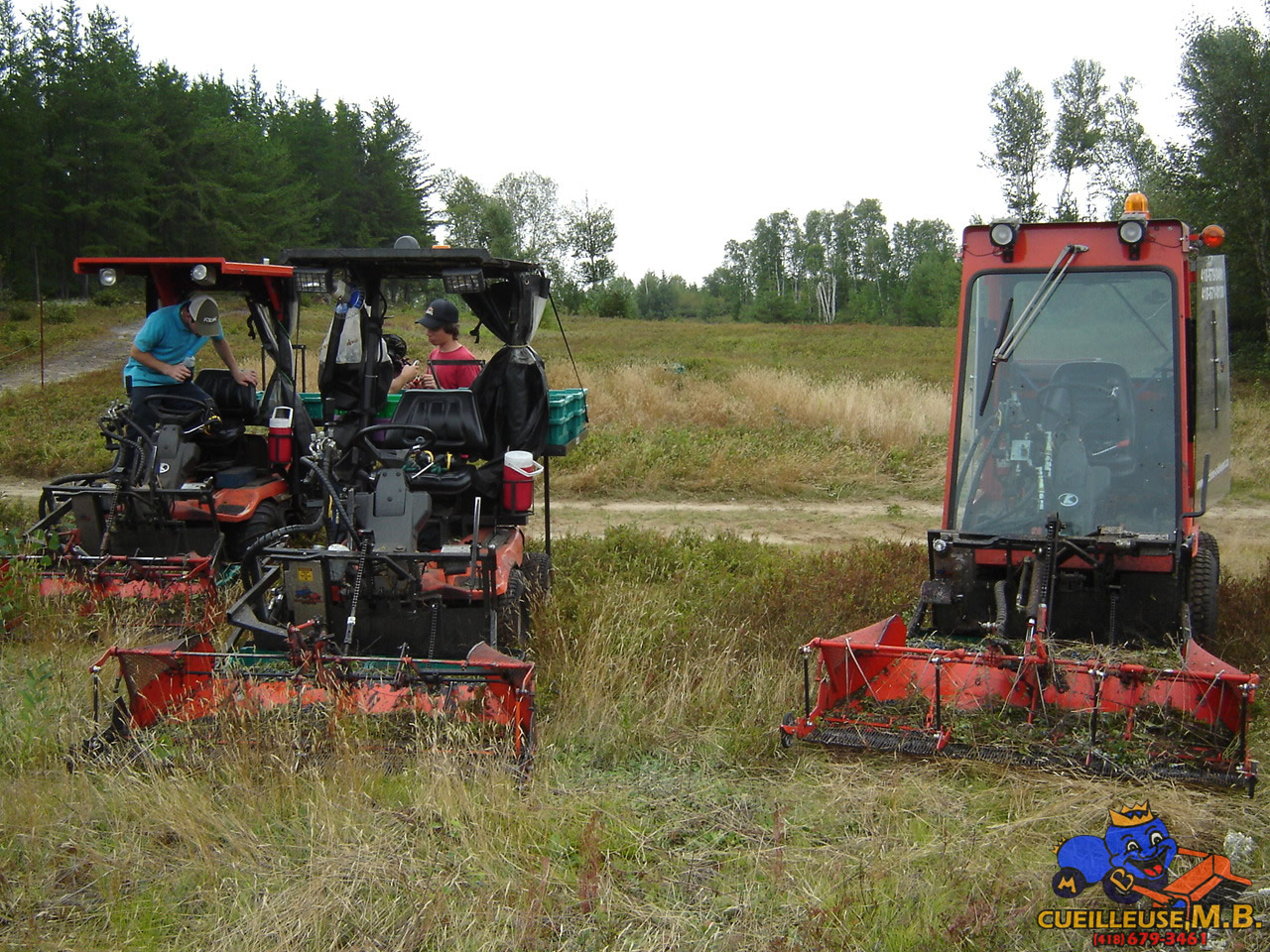
Machine à bleuet innovée par Martial Gagnon de Saint-Félicien, Lac Saint-Jean, au Canada

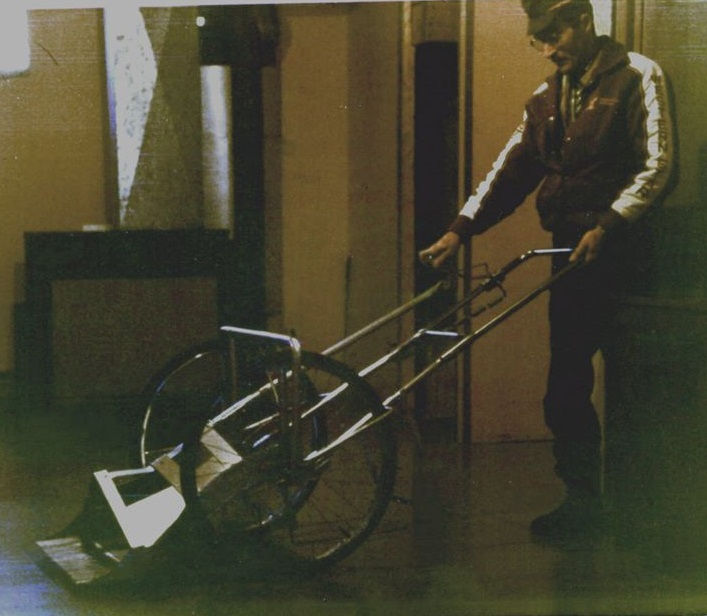
Après avoir fait et testé un prototype, voici la toute première cueilleuse à bleuets fabriquer par l'inventeur M. René Girard en 1985-86 (le modèle commercialisé l'année suivante diffère de celui sur cette photo et est principalement constitué d'aluminium)

Une cueilleuse à bleuets est un instrument qui a été inventé et adopté par des résidents du Lac-St-Jean, au Québec afin de faciliter la cueillette de bleuets en forêt ou en bleuetière.
Il en existe plusieurs sortes: manuelle, semi-automatique et automatique, ainsi que différents formats. Les cueilleuses semi-automatiques et automatiques sont aussi appelées machine à bleuets.

## Historique
La cueillette de bleuets est pratiquée depuis plusieurs années au Lac-St-Jean. Au début, les gens récoltaient les bleuets à la main dans les bois pour en faire des tartes ou pour manger. Par la suite, lorsqu'est survenu l'achat massif des bleuets, certains se sont mis à utiliser un récipient de bois muni de tiges métalliques, formant ainsi un peigne, afin de récolter plus rapidement les bleuets. Cette invention est appelée Peigne à bleuets et nécessite l'usage des mains.
Ce n'est qu'en 1986 que René Girard, un résident de Saint-Méthode, inventa la première machine à récolter les bleuets qui fut brevetée en 1989. Les débuts de la machine n'ont pas été faciles pour les gens de la région : l'invention a été boycottée et l'inventeur menacé. À cette époque, on pensait qu'une machine qui accélère la récolte de bleuets diminue le prix d'achat de ceux-ci. Malgré les difficultés rencontrées par M. Girard, certaines personnes ont commencé à produire et à commercialiser des copies de machines à bleuets. Ces copies se sont avérées payantes pour leurs inventeurs, car elles sont faites de matériaux moins dispendieux que l'aluminium utilisé par René Girard à l'époque. Le faible coût de fabrication et de vente a propulsé la machine à bleuet au sommet et on retrouve maintenant plusieurs types de machines sur le marché : des machines automatisées et des machines manuelles. Certaines sont fabriquées pour s'appareiller à un tracteur à gazon, tandis que d'autres sont encore fabriquées selon le modèle de M. René Girard.

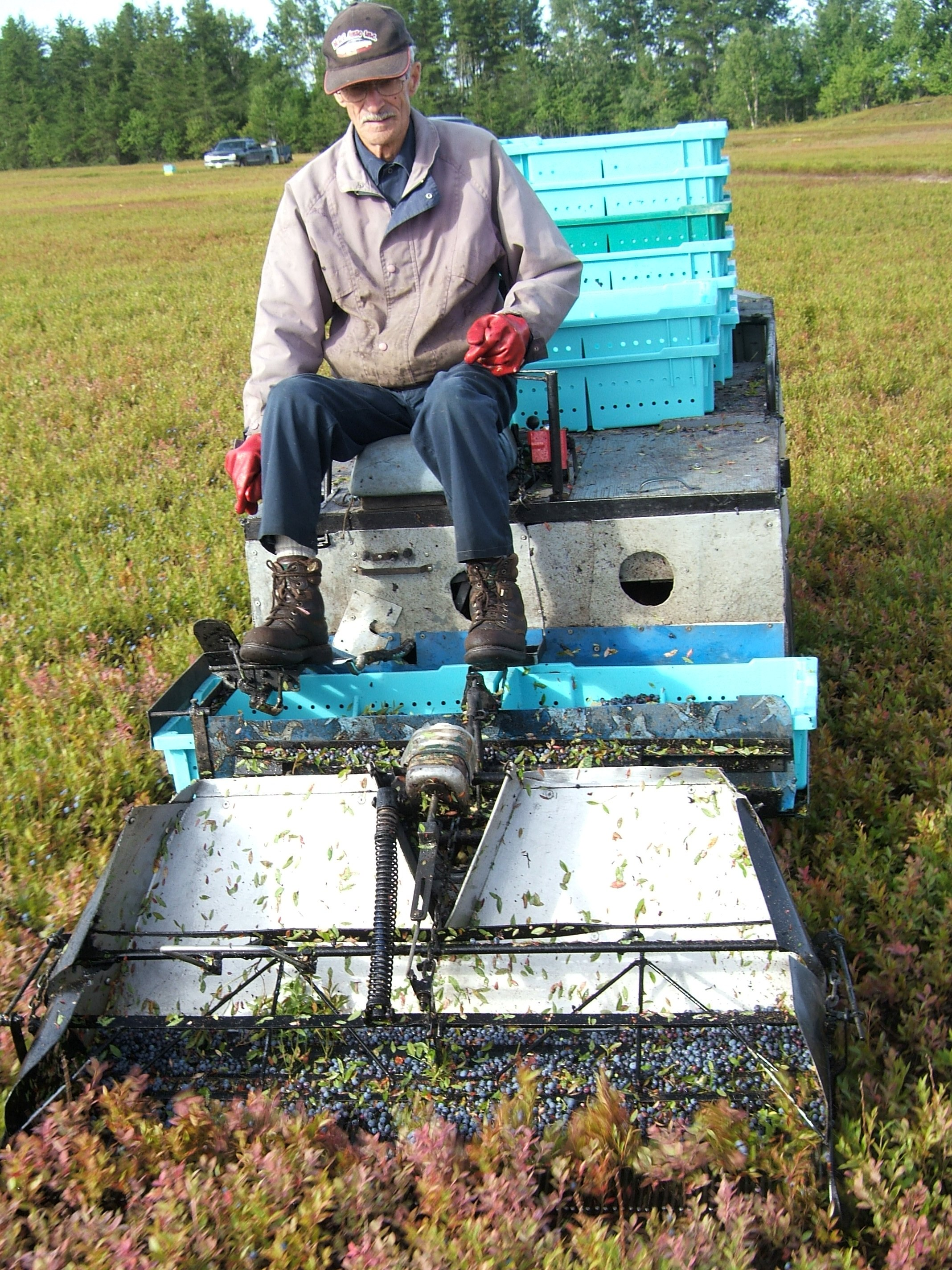
M. René Girard, photographié en août 2007 sur sa seconde cueilleuse motorisée (cette cueilleuse a été fabriquée vers 1992)

Depuis d'autres modèles ont vu le jour et des matériaux plus rigides et durables, comme le plastique, sont utilisés. Les peignes à bleuets sont maintenant faits de broches métalliques ancrées profondément dans un récipient de plastique formant un peigne avec réservoir. Un autre modèle, qui s’appelle patte d'ours dû à sa forme, s'utilise avec les mains et nécessite un récipient externe comme un seau. Ce modèle comprend des tiges métalliques incorporées dans un manche de plastique creux de forme ovale à une extrémité et courbées à environ 15° de l'autre.

## Principe
La cueilleuse de bleuets se passe comme on passe la tondeuse : elle est munie de ce que l'on appelle un peigne, constitué de plusieurs tiges de métal fondues dans le plastique ou soudées contre une plaque de fer, qui, en passant dans un plant de bleuets, ramasse tous les bleuets, ou presque.
Arrivés au bout du peigne, où se situe l'embout de plastique ou de métal, les bleuets se détachent du plant pour rouler dans une boîte à bleuets.
Lorsque la boîte est pleine, il suffit de la charger dans une remorque ou de laisser la boîte par terre dans le champ puis de remettre une boîte vide dans la machine.

### Cueilleuse manuelle
Les cueilleuses manuelles sont sans contredire les plus vieilles machines à bleuets qui existent.
Il en existe deux modèles, le peigne et la patte d'ours.
Le peigne est composée d'un récipient de plastique rectangulaire auquel on a intégré des tiges métalliques. 
Lorsque les bleuets sont pris entre les tiges du peigne et que le cueilleur donne un coup de poignet vers le haut, les bleuets tombent dans le fond du récipient de plastique. 
La patte d'ours, quant à elle, est formée d'un manche de plastique surmonté d'un morceau de plastique creux et ovale ressemblant à une patte d'ours auquel est intégrée des tiges métalliques courbées à environ 15°. L'utilisateur agrippe les plants de bleuets puis donne un petit coup de poignet afin de faire tomber le petit fruit bleu dans un récipient, habituellement un seau de 5 gallons auquel on a fixé une poignée.
Les cueilleuses manuelles sont généralement utilisées en forêt étant donné que le terrain n'est pas propice à l'utilisation de cueilleuses automatiques ou semi-automatiques.

### Cueilleuse semi-automatique
Ce modèle ressemble à une tondeuse : il est construit avec deux roues de vélo surmontées d'un conteneur, pour mettre des boîtes à bleuets, et d'une poignée. Un peigne est ajouté en bas. Grâce à un mouvement de levier, les bleuets sont acheminés dans les boîtes.
Ces modèles, très populaires dans les années 1980 et 1990, et encore au début des années 2000, sont conduits comme une tondeuse, et les embouts de métal forment un peigne permettant de cueillir les bleuets sans effort. Les bleuets vont ensuite tomber dans une boîte à bleuets à l'aide du principe du levier. Ce modèle est encore très populaire du fait de son faible coût de fabrication et d'utilisation ainsi que du fait de sa facilité d'utilisation car pouvant être utilisé autant par les enfants que les adultes.
Bien que certaines personnes les utilisent en forêts, elles sont conçues et majoritairement utilisées en bleuetières. Elles sont privilégiées par les familles qui récoltent avec des enfants ainsi que par les personnes qui ne veulent tout simplement pas utiliser une cueilleuse automatique.

### Cueilleuse automatique
La cueilleuse automatique peut s’accrocher à un tracteur à pelouse (il est nécessaire d'enlever les lames auparavant pour ne pas endommager les plants de bleuets).
Certains modèles ont un peigne qui vibre pour faciliter le détachement des bleuets d'avec le plant. Par la suite, le bleuet est acheminé vers les boîtes par vibration.
D'autres modèles plus sophistiqués font tomber les bleuets sur un convoyeur qui achemine le bleuet vers une boîte à bleuets ou autre contenant. Une fois le contenant plein, il est remplacé par un vide, parfois automatiquement via plusieurs convoyeurs et boutons.
Pour exemple, une compagnie de Saint-Félicien a fabriqué un modèle industriel qui s'ajuste sur les tracteurs de série F de Kubota.
Ce type de cueilleuse est utilisé essentiellement en bleuetière, étant donné qu'il n'est pas facile voire impossible à manier entre les arbres et sur les terrains très accidentés des forêts.

## Liens Externes
- Article de presse originale sur René Girard